# ホンダ・GX25
ホンダ・GX25は本田技研工業が製造する汎用エンジンである。排気量は25ccであり、このクラスでは珍しく、4ストロークかつバルブ駆動方式がOHCである。自社の製品に使用されるとともに他社にもOEM供給される。刈払機等に使用される。

## 歴史
- 2002年4月22日発表